# Mokra Jama
Mokra Jama – jezioro tatrzańskie z grupy Gąsienicowych Stawów. Położone jest w Dolinie Zielonej Gąsienicowej, w jej części nazywanej Roztoką Stawiańską. Staw jest nieuwzględniany w klasycznych opracowaniach tatrzańskich (m.in. w przewodniku Tatry Wysokie Witolda Henryka Paryskiego), jednak w porównaniu z kilkoma innymi jest dość znaczący. Na zdjęciu satelitarnym z 2004 r. powierzchnia Mokrej Jamy wynosi 0,048 ha, co daje jej 12. miejsce wśród ok. 21 stawów w Dolinie Gąsienicowej. Staw przez większą część roku jest bezodpływowy, ale przy wysokim stanie wody staje się przepływowy. Rzadko zdarza się, że staw wysycha całkowicie.
Mokra Jama znajduje się ok. 320 m od schroniska Murowaniec, przy szlaku na Kasprowy Wierch.

## Szlaki turystyczne
obok stawu przebiega żółty szlak turystyczny ze schroniska Murowaniec na Kasprowy Wierch. Czas przejścia: 1:25 h, ↓ 1:05 h.